# Sympycnus dichaetus
Sympycnus dichaetus är en tvåvingeart som beskrevs av Octave Parent 1932. Sympycnus dichaetus ingår i släktet Sympycnus och familjen styltflugor. Inga underarter finns listade i Catalogue of Life.